# Øyvind Storflor
Øyvind Storflor, né le 18 décembre 1979 à Trondheim en Norvège, est un footballeur international norvégien, qui évoluait au poste de milieu offensif ou d'ailier.
Storflor n'a marqué aucun but lors de ses quatre sélections avec l'équipe de Norvège.

## Carrière
- 1999 : Rosenborg BK
- 2000 : Byåsen IL
- 2001-2002 : Moss FK
- 2003-2008 : Rosenborg BK
- 2009- : Strømsgodset IF  [1],[2]

## Palmarès

### En équipe nationale
- 3 sélections et 0 but avec l'équipe de Norvège depuis 2005.

### En club
Rosenborg BK
- Vainqueur du Championnat de Norvège (5) : 1999, 2000, 2003, 2004 et 2006.
- Vainqueur de la Coupe de Norvège (2) : 1999 et 2003.

 Strømsgodset IF
- Vainqueur de la Coupe de Norvège (1) : 2010.